# Pseudoyersinia occidentalis
Pseudoyersinia occidentalis es una especie de mantis de la familia Mantidae.

## Distribución geográfica
Se encuentra en Marruecos.